# Чукчи
Чу́кчи (чук. ԓыгъоравэтԓьат, оравэтԓьат) — малочисленный коренной народ крайнего северо-востока Азии, разбросанный на огромной территории от Берингова моря до реки Индигирки и от Северного Ледовитого океана до рек Анадыря и Анюя.
Численность чукчей, по данным Всероссийской переписи населения 2002 года, — 15 767 человек; по данным Всероссийской переписи населения 2010 года — 15 908 человек; по данным Всероссийской переписи населения 2021 года — 16 200 человек. По переписи населения 2010 года, единственный район с преобладанием чукчей — Чукотский в Чукотском автономном округе (72,7 % от всего населения).
Народ внесён в Перечень коренных малочисленных народов Севера, Сибири и Дальнего Востока Российской Федерации.
Говорят на чукотском языке, входящем в чукотско-камчатскую языковую семью. 

## Название
Слово «чукчи», которым народ называют русские, якуты и эвены, — адаптированное в XVII в. русскими землепроходцами чукотское слово чаучу [ʧawʧəw] («богатый оленями»), каковым именем чукчи-оленеводы называют себя в противоположность чукчам приморским — собаководам — анкальын («приморские, поморы» — от анкы («море»)). 
Самоназвание — оравэтԓьат («люди», в единственном числе — оравэтԓьан) или ԓыгъоравэтԓьат [ɬəɣʔoráwətɬʔǝt] («настоящие люди», в единственном числе — ԓыгъоравэтԓьан [ɬəɣʔoráwətɬʔǝn]). В советское время в качестве обозначения народа использовалось происходящее от самоназвания слово «луораветланы».

## Численность и расселение

### Численность в населённых пунктах
Данные приведены по состоянию на 2002 год.
Чукотский АО:
- город Анадырь 1209
- село Лорино 1042
- село Нешкан 603
- село Лаврентия 543
- село Уэлен 543
- село Усть-Белая 502
- село Канчалан 482
- село Рыткучи 374
- село Мейныпильгыно 363
- село Конергино 359
- село Инчоун 356
- село Рыркайпий 355
- село Амгуэма 344
- село Энмелен 323
- село Янракыннот 313
- село Хатырка 299
- село Энурмино 294
- село Алькатваам 289
- село Ваеги 289
- село Нунлигран 287
- село Айон 284
- пгт Провидения 255
- село Островное 231
- село Биллингс 222
- село Илирней 207
- село Омолон 201
- село Сиреники 187
- село Ванкарем 160
- город Билибино 152
- село Нутэпэльмен 149
- село Янранай 143
- село Кепервеем 141
- пгт Беринговский 127
- село Снежное 126
- пгт Эгвекинот 104
- город Певек 101

Камчатский край:
- село Средние Пахачи 401
- село Ачайваям 360
- село Хаилино 294

Республика Саха:
- село Колымское 333

Магаданская область:
- город Магадан 130

Москва:
- город Москва 138

Санкт-Петербург:
- город Санкт-Петербург 102

## Происхождение
Смешанность типа (азиатско-американского) подтверждается некоторыми преданиями, мифами и различиями в особенностях быта оленных и приморских чукчей: у последних, например, имеется собачья запряжка американского образца. Окончательное решение вопроса об этнографическом происхождении чукчей зависит от сравнительного изучения чукотского языка и языков ближайших американских народностей. Один из знатоков чукотского языка, В. Г. Богораз, находил его близкородственным не только с языком коряков и ительменов, но и с языками эскимосов. До самого последнего времени по языку чукчей причисляли к палеоазиатам, то есть к группе окраинных народов Азии, языки которых стоят совершенно особо от всех остальных лингвистических групп азиатского материка, вытесненных в очень отдалённые времена из середины материка на северо-восточные окраины.
Соседи чукчей — юкагиры, эвены, якуты, а также азиатские эскимосы (на берегу Берингова пролива).

### Антропология и генетика
Тип чукчей — смешанный; в общем — монголоидный, но с некоторыми отличиями. Расовый тип чукчей, по мнению Богораза, выделяется некоторыми отличиями. Глаза с косым разрезом встречаются реже, чем с разрезом горизонтальным; встречаются индивиды с густой растительностью на лице и с волнистыми, почти курчавыми волосами на голове; лицо — с бронзовым оттенком; цвет тела лишён желтоватого оттенка; крупные, правильные черты лица, лоб — высокий и прямой; нос — крупный, прямой, резко очерченный; глаза — большие, широко расставленные. Некоторые исследователи отмечали рослость, крепкость и плечистость чукчей.
Y-хромосомная гаплогруппа N1a1 (N1c-B202) встречается у 50 % чукчей; также широко распространена Y-хромосомная гаплогруппа C. У чукчей Олюторского района Камчатки на первом месте находится Y-хромосомная гаплогруппа N1a1-B202 (N3a5b) — 57 %. Далее идут N3*-M178* — 19 %, C2-M217 (C2-M48x(SK1066), C2b1a1-F3918, C2*-M217*) — 13 %, Q-M242 — 7 %, O-P31 и I2-P37.2 — по 2 %. Датировки характерных для чукчей трёх ветвей гаплогруппы N1a1 указывают на рост численности популяции в последние 500—1500 лет. Увеличение численности населения могло сопровождаться его расселением за пределы основного ареала, в том числе на север Камчатки.

## История
Современная этногенетическая схема позволяет оценивать чукчей в качестве аборигенов континентальной Чукотки. Их предки сформировались здесь на рубеже 4—3 тыс. до н. э. Основу культуры этого населения составила охота за дикими оленями, в достаточно стабильных природно-климатических условиях просуществовавшая здесь до конца XVII — начала XVIII веков. С русскими чукчи столкнулись впервые ещё в XVII столетии на реке Алазее.
В 1644 году казак Михаил Стадухин, первый доставивший известие о них в Якутск, основал Нижнеколымский острог. Чукчи, кочевавшие в то время как на восток, так и на запад от Колымы, после кровопролитной борьбы окончательно покинули левый берег Колымы, оттеснив при своём отступлении эскимосское племя мамаллов с побережья Северного Ледовитого океана к Берингову морю. С тех пор в течение более ста лет не прекращались кровавые столкновения между русскими и чукчами, территория которых граничила с российской по реке Колыме на западе и Анадырю на юге, со стороны Приамурского края.
В 1771 году, после ряда военных кампаний, в том числе неудачной кампании Шестакова 1730 года и разгрома отряда Д. И. Павлуцкого в битве на реке Орловой в 1747 году, Анадырский острог, служивший центром борьбы русских с чукчами, был упразднён по приказу правительства и затем сожжён, а команда его переведена в Нижнеколымск, после чего чукчи стали менее враждебно относиться к русским и постепенно стали вступать с ними в торговые отношения. В 1775 году на речке Ангарке, притоке Большого Анюя, была построена Ангарская крепостца, где, под охраной казаков, происходила ежегодная ярмарка для меновой торговли с чукчами.
С 1848 года ярмарка перенесена в Анюйскую крепость (около 250 км от Нижнеколымска, на берегу Малого Анюя). До первой половины XIX века, когда европейские товары доставлялись на территорию чукчей единственным сухопутным путём через Якутск, Анюйская ярмарка имела обороты на сотни тысяч рублей. На продажу чукчами привозились не только обыденные продукты их собственного добывания (одежда из оленьих мехов, оленьи шкуры, живые олени, тюленьи шкуры, китовый ус, шкуры белых медведей), но и самые дорогие меха — бобров, куниц, чёрных лисиц, голубых песцов, которые так называемые «носовые» чукчи выменивали на табак у обитателей берегов Берингова моря и северо-западного побережья Америки.
С появлением американских китоловов в водах Берингова пролива и Ледовитого океана, равно как с доставлением товаров на Гижигу судами добровольного флота (в 1880-х годах), наиболее крупные обороты Анюйской ярмарки прекратились, и к концу XIX века она стала обслуживать лишь потребности местного колымского торга, имея оборотов не выше 25 тыс. руб.

### XX век
После установления советской власти в чукотских населённых пунктах появились школы, больницы, культурные учреждения; была создана письменность для чукотского языка.

## Хозяйство
Первоначально чукчи были просто охотниками на северных оленей, но со временем (незадолго до появления русских) они освоили оленеводство, которое стало основой их хозяйства.
Основное занятие береговых чукчей — охота на морского зверя: зимой и весной — на нерпу и тюленя, летом и осенью — на моржа и кита. На тюленей охотились в одиночку, подползая к ним, маскировались и подражали движениям животного. На моржа охотились группами по несколько байдар.
Традиционное охотничье оружие чукчей — гарпун с поплавком, копьё, ремённая сеть; со второй половины XIX века распространилось огнестрельное оружие, после чего способы охоты упростились.

## Быт
В XIX веке чукчи-оленеводы жили стойбищами в 2—3 дома. Перекочёвки совершали по мере истощения оленьего корма. На лето некоторые спускались к морю. Род чукчей — агнатный, объединяемый общностью огня, единокровностью по мужской линии, общим тотемным знаком, родовой местью и религиозными обрядами. Брак — преимущественно эндогамный, индивидуальный, часто полигамический (2—3 жены); среди определённого круга родственников и побратимов допускается, по соглашению, взаимное пользование жёнами; обычен также левират. Калыма не существует. Целомудрие для девушки не играет роли.

### Жилище
Жилище чукчей называется яранга и представляет собой большой шатёр неправильно-многоугольной формы, крытый полотнищами из оленьих шкур, мехом наружу. Устойчивость против напора ветра придаётся камнями, привязываемыми к столбам и покрову шалаша. Огнище — посреди шалаша и окружено санями с хозяйственными принадлежностями. Собственно жилое помещение, где чукча ест, пьёт и спит, состоит из небольшой четырёхугольной меховой палатки-полога, укрепляемой у задней стенки шатра и наглухо заделываемой с пола. Помещение хорошо прогревается, из-за чего обитатели яранги ходят в ней голыми.

### Одежда
У чукчей до конца XX века различались:
- мужчины-гетеросексуалы;
- мужчины-гетеросексуалы, носившие женскую одежду;
- мужчины-гомосексуалы, носившие женскую одежду;
- женщины-гетеросексуалки;
- женщины, носившие мужскую одежду.

При этом ношение одежды могло означать и выполнение соответствующих социальных функций.
Одежда чукчей — обычного полярного типа. Она шьётся из меха пыжиков (подросшего осеннего оленёнка) и состоит у мужчин из двойной меховой рубахи (нижней мехом к телу и верхней мехом наружу), таких же двойных штанов, коротких меховых чулок с такими же сапогами и шапки в виде женского капора. Совершенно своеобразна женская одежда, тоже двойная, состоящая из цельносшитых штанов вместе с низко вырезанным корсажем, стягивающимся в талии, с разрезом на груди и крайне широкими рукавами, благодаря которым чукчанки во время работы легко высвобождают руки. Летней верхней одеждой служат балахоны из оленьей замши или из пёстрых покупных материй, а также камлейки из тонкошёрстной шкуры оленя с разными обрядовыми нашивками. Костюм грудного ребёнка состоит из оленьего мешка с глухими разветвлениями для рук и ног. Вместо пелёнок подкладывается слой мха с оленьей шерстью, впитывающий в себя испражнения, которые ежедневно выбираются через особый клапан, пристёгивающийся к отверстию мешка.

## Деревянные, каменные и железные орудия
В XVIII веке каменные топоры, наконечники копий и стрел, костяные ножи были почти полностью заменены на металлические. Утварь, орудия и оружие в настоящее время употребляются главным образом европейские (металлические котлы, чайники, железные ножи, ружья и так далее), но в быту чукчей долго оставались следы недавней первобытной культуры: костяные лопаты, мотыги, свёрла, костяные и каменные стрелы, наконечники копий и прочее подобное, сложный лук американского типа, пращи из костяшек, панцири из кожи и железных пластинок, каменные молотки, скрёбла, ножи, первобытный снаряд для добывания огня посредством трения, примитивные лампы в виде круглого плоского сосуда из мягкого камня, наполняемого тюленьим жиром, и так далее. В XIX веке первобытными сохранились и лёгкие санки с дугообразными подпорками вместо копыльев, приспособленные только для сидения на них верхом. В санки запрягается или пара оленей (у оленных чукчей) или собаки по американскому образцу (у приморских чукчей).

## Кухня
Основу питания чукчей составляло отварное мясо (оленье, тюленье, китовое); чукчи также употребляли в пищу листья и кору полярной ивы (емрат), морскую капусту, щавель, моллюсков и ягоды. Помимо традиционного мяса, в пищу шла кровь и внутренности убитых животных. Широкое распространение имело сыромороженое мясо. Из напитков чукчи предпочитали отвары из трав наподобие чая.
Своеобразное блюдо представляет так называемое моняло — полупереварившийся мох, извлечённый из большого оленьего желудка; из моняла делают различные консервы и свежие блюда. Полужидкая похлёбка из моняла, крови, жира и мелко покрошенного мяса до XX века была самым распространённым видом горячей пищи у чукчей.
Другое популярное блюдо чукотской кухни — копальхем, представляет собой разложившееся в вечной мерзлоте мясо оленя или тюленя.

## Добровольная смерть
Тяжёлые условия жизни и недостаточность питания привели к такому явлению среди чукчей, как добровольная смерть.
Предвидя многие спекуляции, Богораз пишет: 
Поводом к добровольной смерти стариков служит отнюдь не недостаток хорошего отношения к ним со стороны родственников, а скорее тяжёлые условия их жизни. Эти условия делают жизнь совершенно невыносимой для каждого, кто не способен заботиться о себе. Не только старики прибегают к добровольной смерти, но также и страдающие какой-нибудь неизлечимой болезнью. Число таких больных, умирающих добровольной смертью, не меньше, чем число стариков.

## Праздники
Оленные чукчи проводили несколько праздников: убой молодых оленей в августе, установка зимнего жилища (кормление созвездия Пегыттин — звезда Альтаир и Таразед из созвездия Орла), разбивка стад весной (отделение важенок от молодых быков), праздник рогов (Кильвей) весной после отёла важенок, жертвоприношения огню и др. Один или два раза в год каждая семья справляла праздник Благодарения.

## Религия
Традиционные религиозные представления чукчей выражают амулеты (подвески, повязки, ожерелья в виде ремешков с бусами). Обрядовое значение имеет и раскрашивание лица кровью убитой жертвы, с изображением наследственно-родового знака — тотема. Оригинальный узор на колчанах и одеждах приморских чукчей — эскимосского происхождения; от чукчей он перешёл ко многим полярным народам Азии.
Исконные верования — анимизм; персонифицирование и обоготворение отдельных областей и явлений природы (хозяева леса, воды, огня, солнца, оленей и т. п.), многих животных (медведя, ворона), звёзды, солнце и луну; имела место вера в злых духов, причиняющих все земные бедствия, включая болезни и смерть. К чукчей существовал целый ряд на постоянной основе проводимых праздников (осенний праздник убоя оленей, весенний — рогов, зимнее жертвоприношение звезде Альтаир, родоначальнику чукчей и т. д.) и множество непостоянно проводимых (кормление огня, жертвоприношения после каждой охоты, поминки покойников, обетные служения и т. д.). Каждая семья, кроме того, имела свои семейные святыни: наследственные снаряды для добывания священного огня посредством трения для известных празднеств, по одному на каждого члена семьи (нижняя дощечка снаряда представляет фигуру с головой хозяина огня), далее связки деревянных сучков «отстранителей несчастий», деревяшек-изображений предков и, наконец, семейный бубен, так как камлание с бубном у чукчей не было достоянием лишь специалистов-шаманов. Будущие шаманы, почувствовав своё призвание, переживали предварительный период своего рода невольного искуса, впадали в глубокую задумчивость, бродили без пищи или спали по целым суткам, пока не получали вдохновения. Некоторые даже умирали от этого кризиса; некоторые получали внушение о перемене своего пола, то есть мужчина должен превратиться в женщину, и наоборот. Превращённые принимали одежду и образ жизни своего нового пола, даже выходили замуж, женились и т. д.
Покойников либо сжигали, либо обёртывали пластами сырого оленьего мяса и покидали в поле, предварительно прорезав покойнику горло и грудь и вытащив наружу часть сердца и печени. Предварительно покойника обряжали, кормили и гадали над ним, заставляя отвечать на вопросы. Старики часто заблаговременно убивали себя сами или, по их просьбе, убивались близкими родственниками.
Большинство чукчей к началу XX века было крещено в Русской православной церкви, однако до сих пор встречаются сторонники традиционных верований (шаманизма).

## Фольклор
У чукчей имеется богатое устное народное творчество, которое выражено и в искусстве каменной кости. Основные жанры чукотского фольклора: мифы, сказки, исторические предания, сказания и бытовые рассказы . Одним из главных персонажей был ворон — Куркыль, культурный герой. Сохранилось много легенд и сказок, как, например, «Хранитель огня», «Любовь», «Когда киты уходят?», «Бог и мальчик». Пример последней:
В тундре жило одно семейство: отец, мать, и двое детей, мальчик и девочка. Мальчик пас оленей, а девочка помогала матери по хозяйству. Как-то утром отец разбудил дочь и велел, чтобы она развела костёр и заварила чай.
Вышла девочка из полога, а бог поймал её и съел, а потом отца и мать съел.
Вернулся мальчик из стада. Прежде чем зайти в ярангу, посмотрел в дырку, что там делается. И видит — бог сидит на потухшем очаге и играет в золе. Мальчик крикнул ему:
— Эй, чего делаешь?
— Ничего, иди сюда.
Зашел мальчик в ярангу, стали они играть. Играет мальчик, а сам смотрит по сторонам, ищет родных. Понял он всё и говорит богу:
— Поиграй один, я до ветра схожу!
Выбежал он из яранги. Отвязал двух самых злых собак и побежал с ними в лес. Забрался на дерево, а собак привязал под деревом.
Играл, играл бог, есть захотел и пошёл разыскивать мальчика. Идёт он, нюхает след. Дошёл до дерева. Хотел вскарабкаться на дерево, а собаки поймали его, разорвали на куски и съели.

А мальчик пришёл домой со своим стадом и стал хозяином.
Исторические предания сохранили рассказы о войнах с соседними эскимосскими племенами.

## Народные танцы
Несмотря на тяжёлые условия жизни, народ находил время и для праздников, когда бубен был не только ритуальным, но и просто музыкальным инструментом, напевы на который передавались из поколения в поколение. Археологические свидетельства дают основания утверждать, что танцы существовали у предков чукчей ещё в I тысячелетии до нашей эры. Об этом свидетельствуют петроглифы, обнаруженные за Полярным кругом на Чукотке и исследованные археологом Н. Н. Диковым.
Все танцы можно разделить на обрядово-ритуальные, имитационно-подражательные танцы, танцы-инсценировки (пантомимы), игровые и импровизационные (индивидуальные), а также на танцы оленных и береговых чукчей.

Ярким примером обрядо-ритуальных танцев было празднование «Первого убоя оленя»: 
После еды снимают все принадлежащие семье бубны, висевшие на шестах порога за занавеской из сырых шкур, и начинается обряд. В бубны бьют в продолжение всего остатка дня по очереди все члены семьи. Когда кончают все взрослые, их место занимают дети и в свою очередь продолжают бить в бубны. Во время игры на бубнах многие взрослые призывают «духов» и стараются побудить их войти в их тело….
Также были распространены подражательные танцы, отображающие повадки зверей и птиц: «Журавль», «Журавль высматривает пищу», «Полет журавля», «Журавль осматривается», «Лебедь», «Танец чайки», «Ворон», «Бой быков (оленей)», «Танец уток», «Бой быков во время гона», «Высматривание», «Бег оленя».
Особую роль играли торговые пляски, как вид группового брака, как пишет В. Г. Богораз, они служили с одной стороны новой связью между семьями, с другой укрепляются прежние родственные узы.

## Язык, письменность и литература
По происхождению чукотский язык относится к чукотско-камчатской группе палеоазиатских языков. Его ближайшие родственники: корякский, керекский (исчезнувший в конце XX в.), алюторский, ительменский и др. Типологически относится к инкорпорирующим языкам (слово-морфема приобретает конкретный смысл только в зависимости от места в предложении, при этом может существенно изменяться в зависимости от сопряжения с другими членами предложения).
В 1930-х годах чукотский пастух Теневиль создал для чукотского языка собственную идеографическую письменность (её образцы хранятся в Кунсткамере — Музее антропологии и этнографии АН СССР), которая, однако, так и не вошла в широкое употребление. С 1930-х годов чукчи пользуются алфавитом на основе кириллицы с добавлением нескольких букв. Чукотская литература создаётся, в основном, на русском языке (Ю. С. Рытхэу и др.).

## Известные чукчи
- Пётр Иванович Инэнликей — советский филолог и переводчик, первый чукча — кандидат наук.
- Тэгрынкеу — чукотский национальный советский деятель.
- Тевлянто — советский государственный деятель, председатель исполкома Чукотского окружного Совета депутатов трудящихся (1934—1946), первый чукотский депутат Верховного Совета СССР (1937—1946).
- Отке — советский государственный и политический деятель, председатель Чукотского окружного исполнительного комитета.
- Теневиль — оленевод, известный своей попыткой создать чукотскую письменность.
- Надежда Павловна Отке — советский государственный деятель, председатель Чукотского окружного исполнительного комитета (1980—1990), депутат Верховного Совета СССР.
- Рытхэу, Юрий Сергеевич — советский, российский и чукотский писатель, переводчик.